# Polarografie

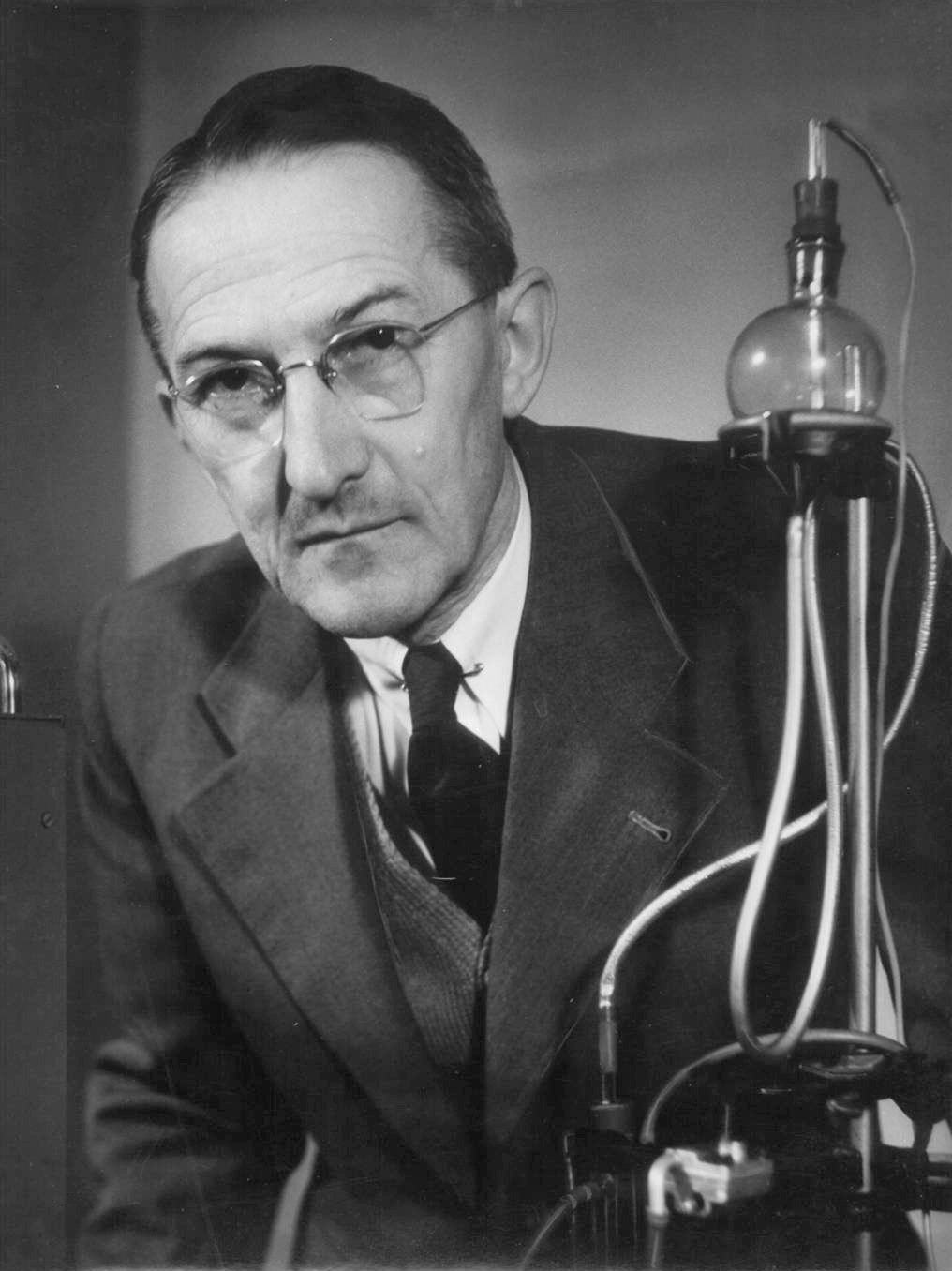
Jaroslav Heyrovský, objevitel polarografie a nositel Nobelovy ceny

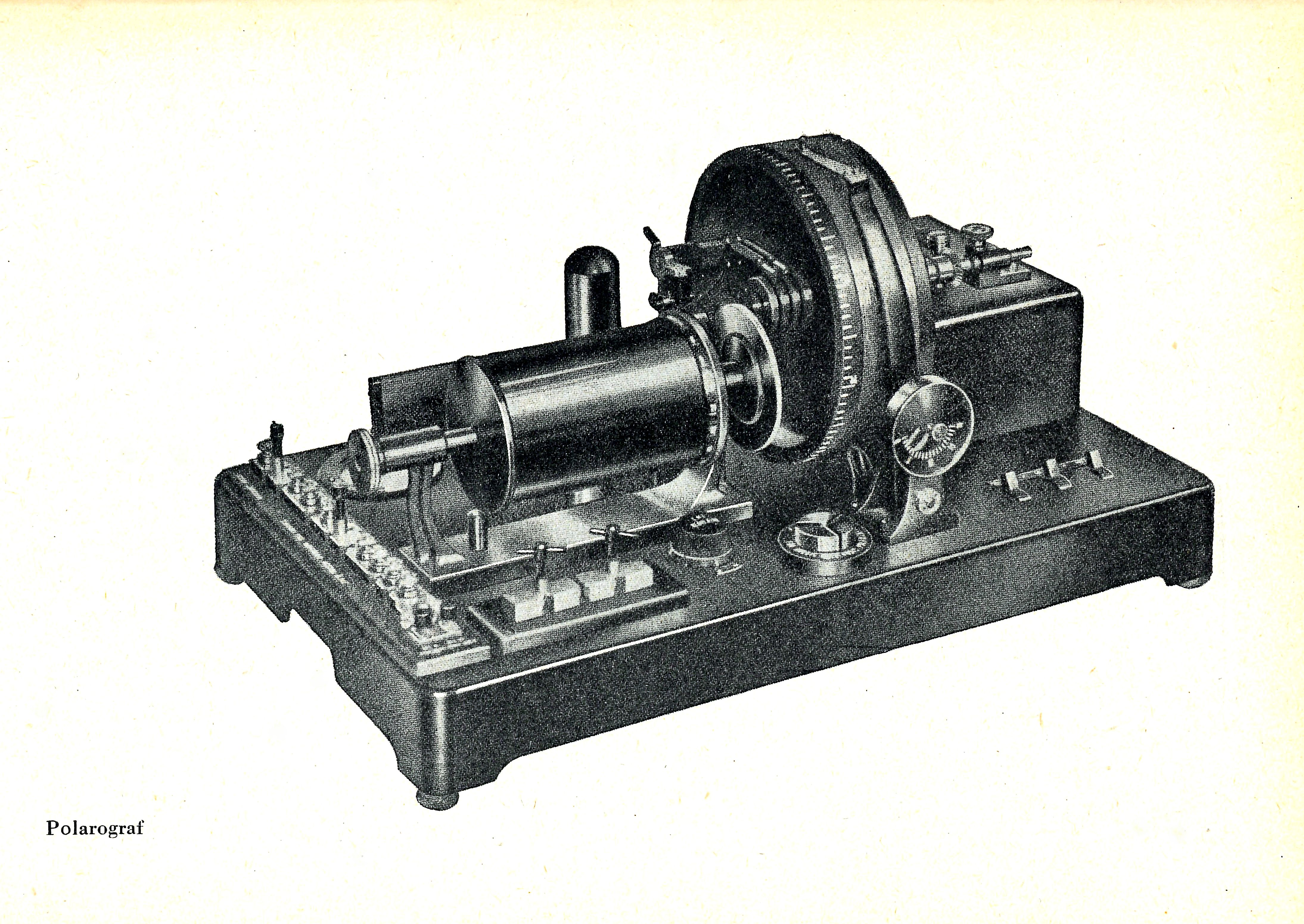
Polarograf (30. léta 20. století)

Polarografie patří mezi elektrochemické analytické metody (zvláštní případ voltametrie) pro kvalitativní a kvantitativní analýzu chemických prvků a sloučenin, zejména iontů v roztoku. Zatímco voltametrie používá stacionární elektrody, polarografie používá rtuťové kapající elektrody. Elektrický proud potřebný k vylučování prvků z roztoku se při zvyšování napětí také zvyšuje a vytváří typickou schodovitou křivku - polarogram. Podle této křivky dostala tato metoda název polarografie.
Polarografii objevil a propracoval v roce 1922 Jaroslav Heyrovský jako zcela novou metodu kvalitativní a kvantitativní analýzy. V roce 1959 za ni dostal Nobelovu cenu za chemii.
Polarografie slouží k určování výskytu (kvality) a koncentrace (kvantity) redukovatelných nebo oxidovatelných neznámých látek v roztoku. Princip spočívá ve vyhodnocování závislosti elektrického proudu na zvyšujícím se napětí mezi dvojicí rtuťových elektrod, které jsou ponořené do roztoku, v němž probíhá elektrolýza. Závislost elektrického proudu na zvyšujícím se napětí je graficky znázorněna polarografickou vlnou, jejíž tvar je pro jednotlivé látky unikátní. Z velikosti nárůstu proudu lze určit také koncentraci příslušné látky.

## Princip polarografie

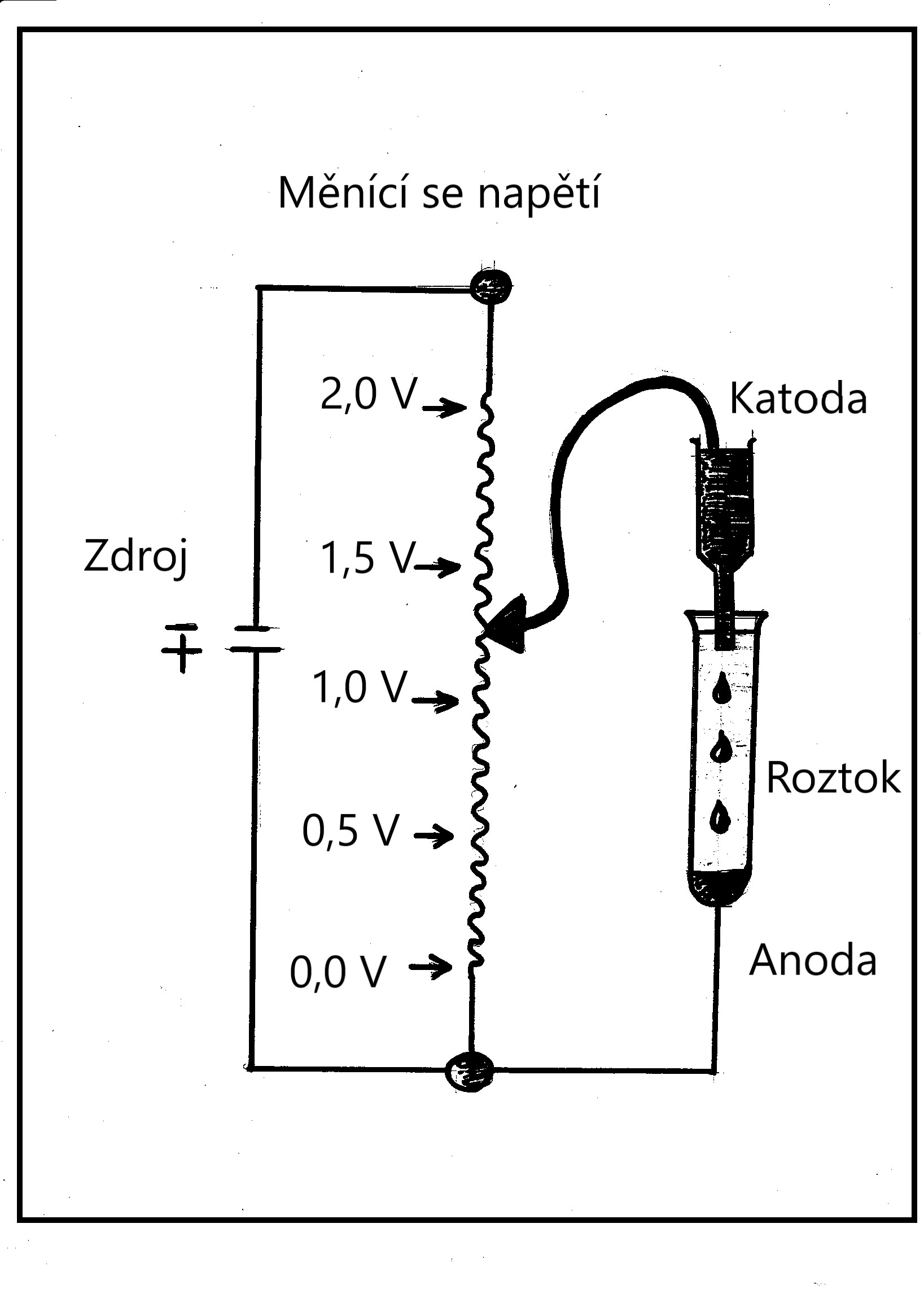
Princip polarografie

Pro chemické reakce obecně platí, že pokud do elektrolytického roztoku vložíme dvě kovové elektrody spojené se zdrojem stejnosměrného napětí, dojde k elektrolytické reakci. Záporné ionty, které svým pohybem vytvářejí proud, putují roztokem ke kladné elektrodě - anodě, kde ztrácí elektrony a oxidují se. Kladné ionty putují k záporné elektrodě - katodě, kde přiberou elektron (redukují se), ztratí svůj kladný náboj a vyloučí se na elektrodě jako kov nebo plyn.
Při polarografii je katodou dokonale polarizovaná rtuťová kapající elektroda (ze zásobníku rtuti vede kapilára ponořená do zkoumaného roztoku, do kterého rtuť odkapává). Anodou je nepolarizovaný povrch nádobky s roztokem, který je pokryt vrstvou rtuti nebo i jiným materiálem. Katoda a anoda jsou spojeny elektrickým obvodem, ve kterém se pomocí potenciometru plynule zvyšuje elektrické napětí. V roztoku dochází k elektrolytické reakci, při které vzniká elektrický proud měnící se v závislosti na zvyšujícím se napětí a zkoumaném roztoku. Princip je schematicky nakreslen na obrázku vpravo. 
Při malých hodnotách vkládaného napětí na elektrodách neprobíhají elektrochemické reakce a elektrický proud roztokem neprochází, dokud napětí nepřekročí rozkladné napětí analyzované látky. Když je dosaženo rozkladného napětí, roztokem začne proud protékat a zvyšuje se s rostoucím vkládaným napětí. Velikost proudu je určena rychlostí částic stanovované látky. Po překročení určitých hodnot napětí přestane proud růst, protože částice dosáhly maximální rychlosti, která je přímo úměrná koncentraci reagující látky v roztoku. Maximální proud se nazývá limitní difúzní proud a je přímo úměrný koncentraci stanovované látky v roztoku. Sledovaná závislost proudu na napětí má tvar vlny, která se nazývá polarografická křivka.

## Polarogram

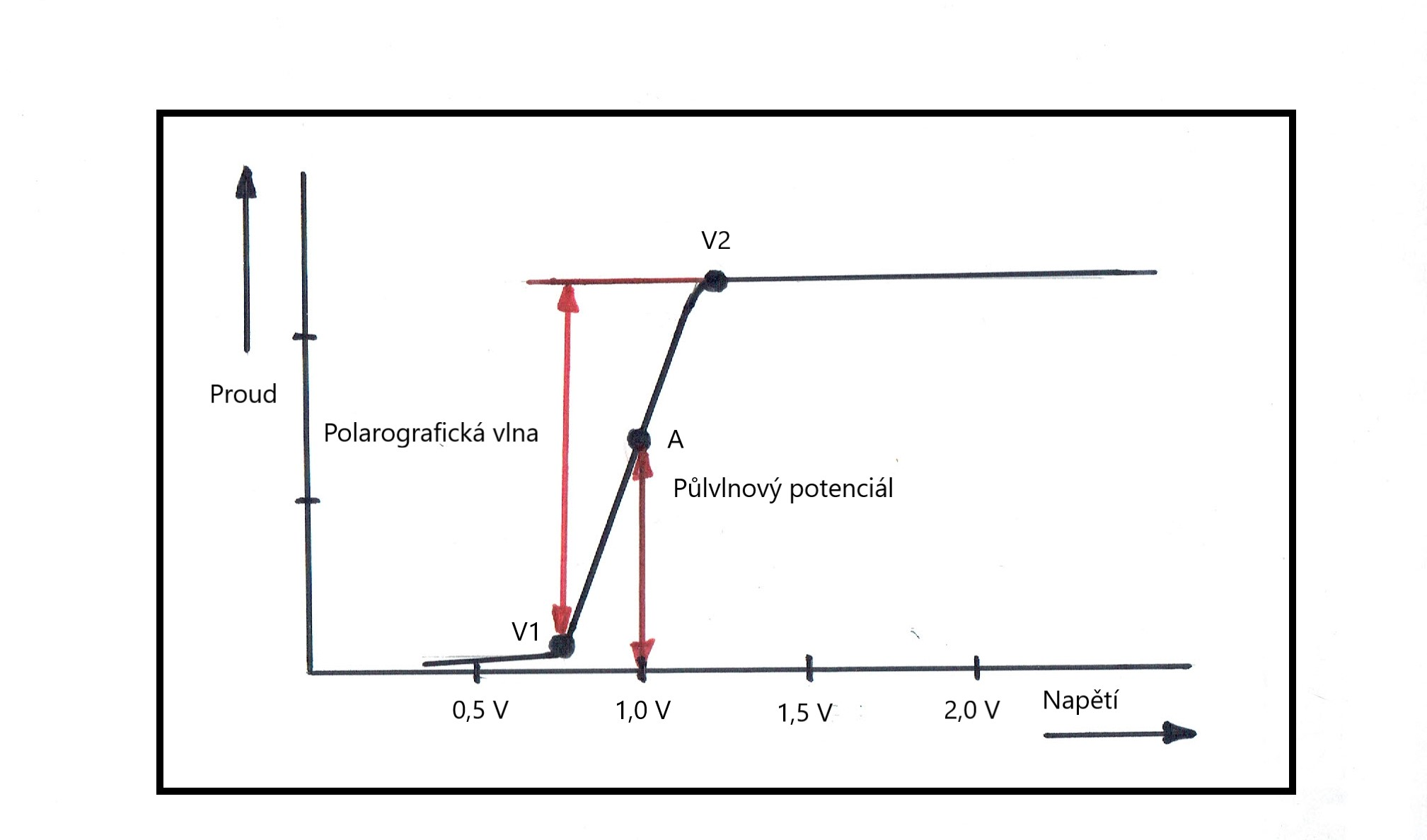
Příklad polarogramu

Celý proces lze znázornit polarografickou křivkou na polarogramu, kde na ose x je napětí a na ose y je elektrický proud. Při zvyšování napětí mezi anodou a katodou dojde k vylučování příslušných iontů na katodě a tím k nárůstu proudu. Proud je omezen množstvím iontů v roztoku. Jakmile se množství vylučujících se iontů rovná počtu přicházejících iontů z roztoku, proud přestane růst. Hodnota středu nárůstu polarizační křivky se nazývá polarografická vlna (na obrázku křivka od bodu V1 do bodu V2). Bod, který leží v polovině výšky polarografické vlny, se nazývá půlvlnový potenciál (na obrázku označen písmenem A). Právě ten má pro polarografickou analýzu zásadní význam. Různé ionty mají různý, pro ně charakteristický a vždy konstantní půlvlnový potenciál, a tak je lze ve zkoumaném roztoku analyzovat.

## Kvalitativní analýza

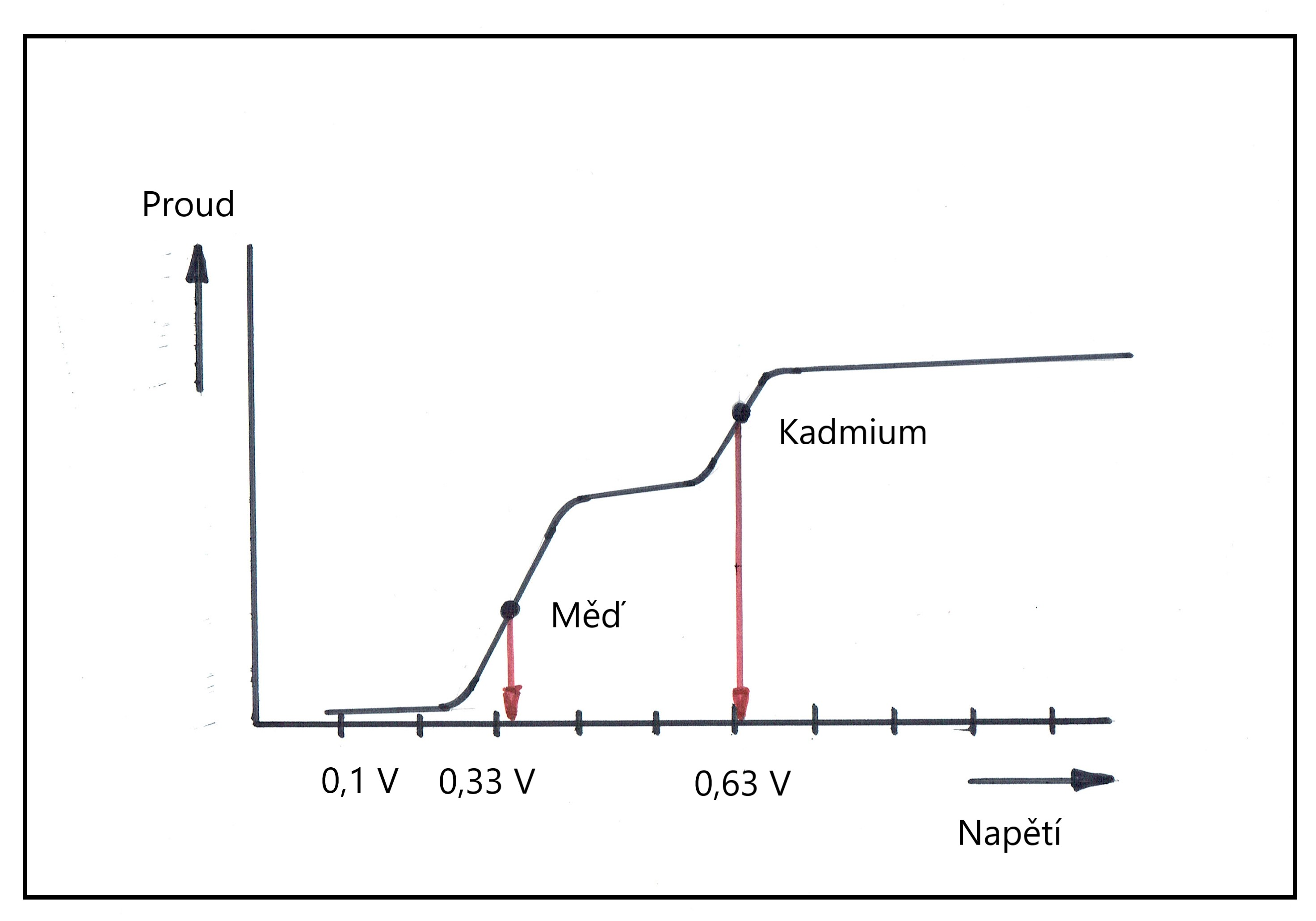
Přiklad kvalitativní analýzy pro měď a kadmium

Metodu lze použít pro kvalitativní analýzu, neboť půlvlnový potenciál je pro každou látku charakteristický. Lze ji použít ke stanovení několika různých iontů současně. Využívá se přitom například toho, že různé kovy se vylučují z roztoku různě. Ušlechtilé kovy, jako měď nebo stříbro, se na rtuti vylučují snadno již při velmi nízkém napětí. Méně ušlechtilé, jako zinek, hliník nebo olovo, vyžadují napětí vyšší. Elektrický proud potřebný k vylučování jednotlivých prvků z roztoku se při postupném zvyšování napětí postupně sčítá a vytváří v závislosti na polarizačním napětí typickou schodovitou křivku. Na obrázku je příklad polarografické křivky pro měď a kadmium.

## Kvantitativní analýza

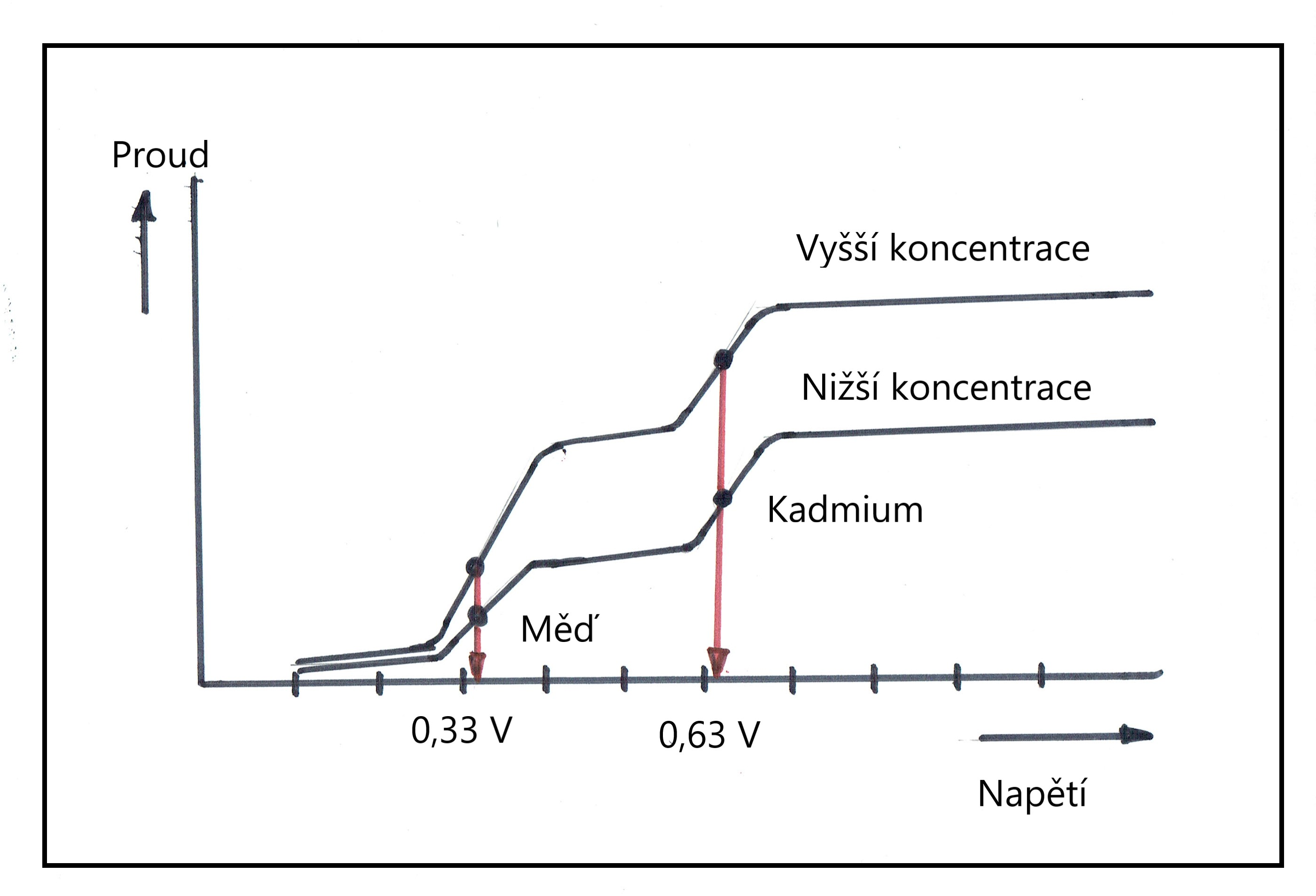
Příklad kvantitativní analýzy pro měď a kadmium

Metodu lze použít i pro kvantitativní analýzu, neboť z výšky polarografické vlny lze určit množství analyzované látky. Pokud zvýšíme koncentraci analyzovaného roztoku dvakrát, bude se k elektrodám pohybovat dvojnásobné množství iontů a elektrický proud se také zvýší dvakrát. Tím se dvakrát zvýší i polarografická vlna, ale půlvlnový potenciál zůstane stejný. Metodu lze použít i pro stanovení několika různých iontů současně. Z výšky schodů na polarizační křivce lze velmi přesně určit koncentraci jednotlivých iontů v roztoku, jak je vidět na příkladu polarogramu pro měď a kadmium. Nejčastěji se koncentrace v neznámém roztoku srovnávají s okalibrovaným roztokem.

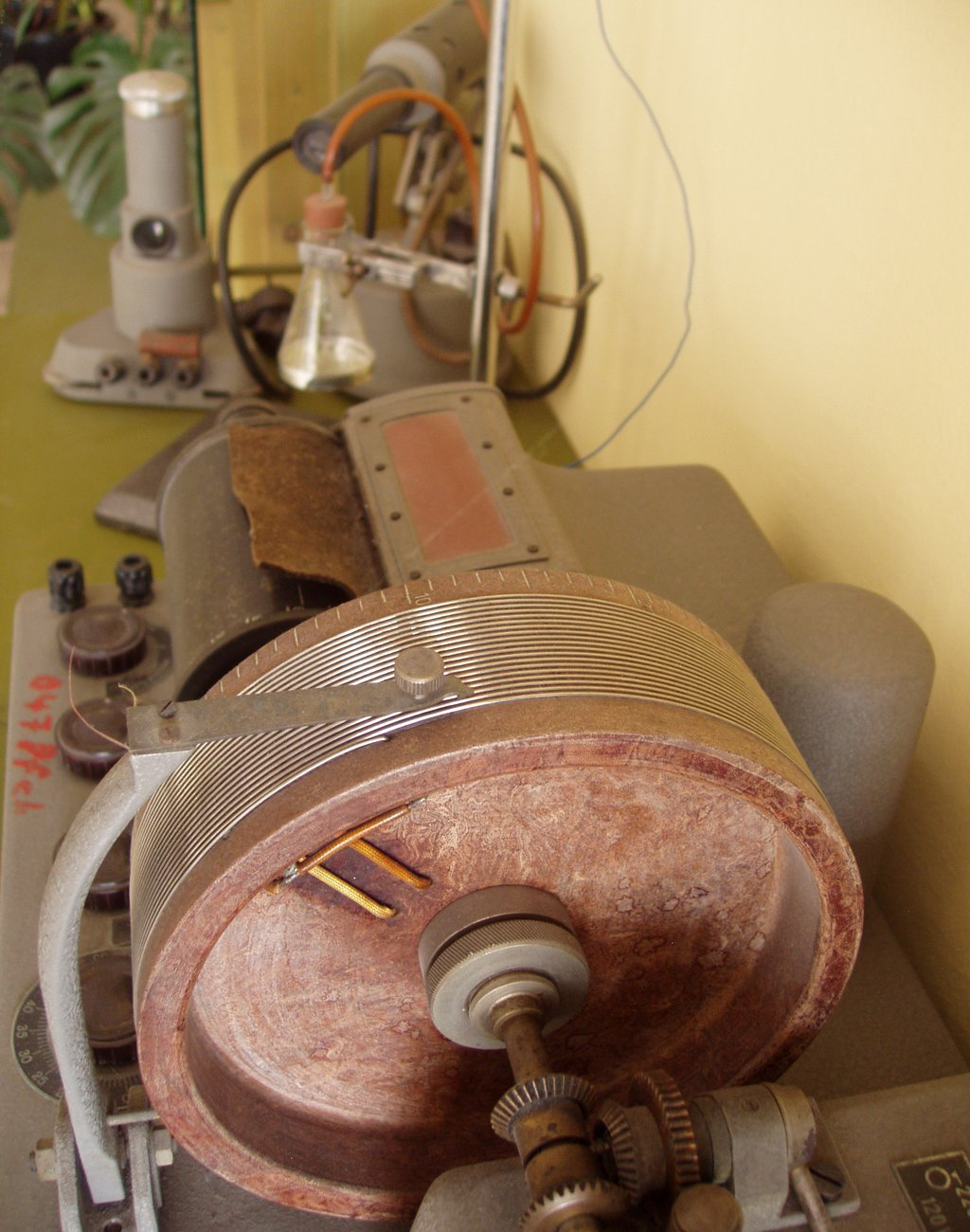
Heyrovského polarograf

## Polarograf
První polarograf sestavil Jaroslav Heyrovský v roce 1924 spolu se svým japonským spolupracovníkem Šikatou. Přístroj pro automatický záznam křivek závislosti proudu na měnícím se napětí nazvali polarograf. Sestavili ho pro urychlení ručního záznamu polarizačních křivek. Polarograf tvořily tři základní části - zdroj napětí, zapisovač a ovladač rtuťové kapající elektrody. Název polarograf vybrali podle toho, že při vkládání elektrického napětí se kapková elektroda elektrochemicky polarizuje.

V současné době jsou polarografy automatické, ale stále je tvoří tyto základní části - zdroj stejnoměrného elektrického napětí, potenciometr k plynulému zvyšování napětí na elektrodách, mikroampérmetr k měření elektrického proudu v obvodu a elektrolytická nádoba s analyzovaným roztokem. Do nádobky je ponořena katoda, kterou tvoří odkapávající rtuť (kapková elektroda) a anoda, kterou tvoří vrstva rtuti na dně nádoby.

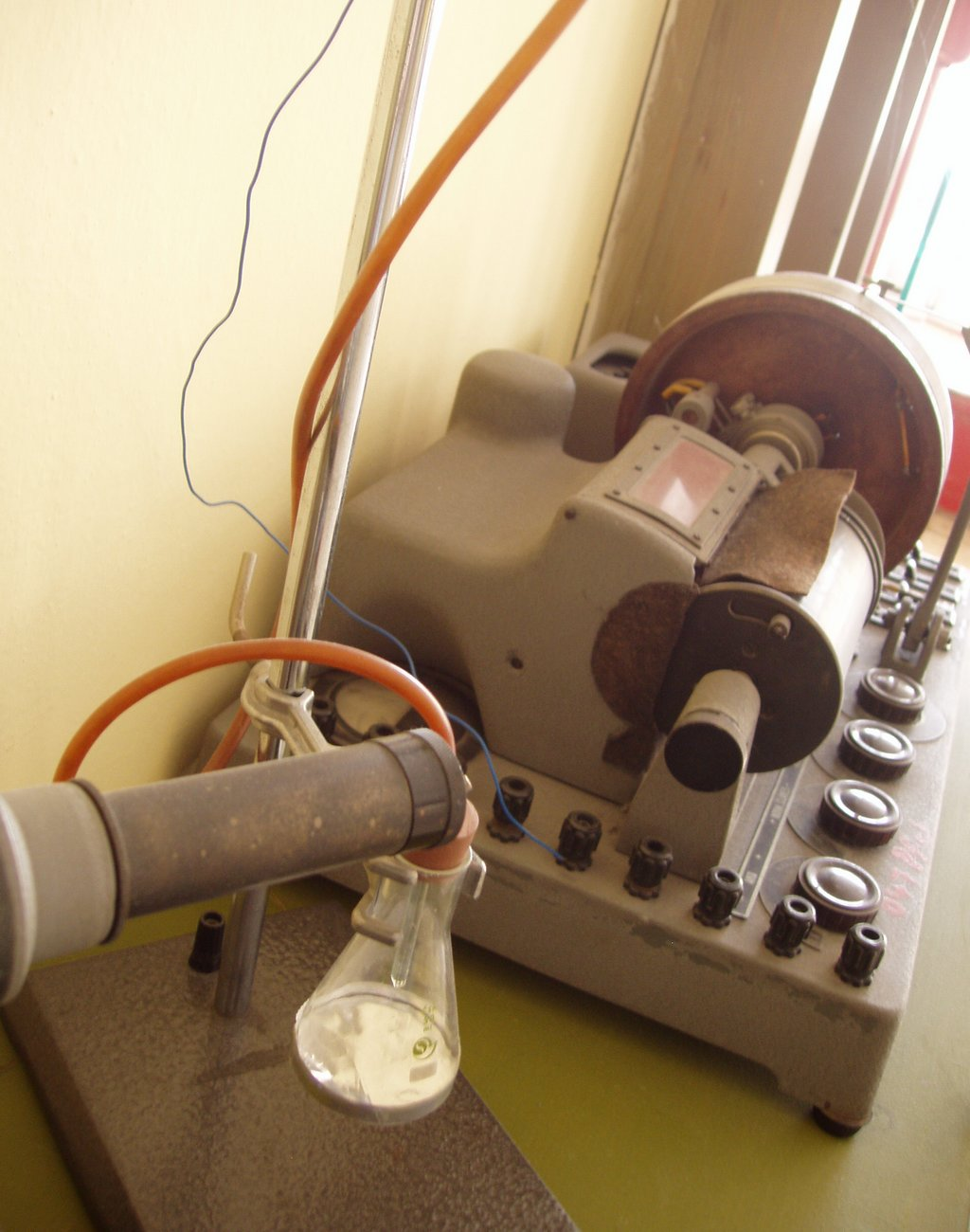
Heyrovského polarograf

Do roztoku se přidává základní (indiferentní) elektrolyt - například kyselina, aby se vodivost roztoku zvýšila. Dále se přidává povrchově aktivní látka - například želatina, jejímž úkolem je zabránit vzniku maxima na začátku polarografické vlny. Důležité je i probublávání vzorku v polarografické nádobce inertním plynem kvůli odstranění kyslíku, který vytváří na polarogramu protáhlé vlny a znehodnocuje záznam.

## Použití
Polarografie nalezla využití v kvalitativní i kvantitativní analýze jak anorganických, tak organických látek. Její velkou výhodou je rychlost, přesnost a vysoká citlivost, takže k analýze stačí velmi nízké koncentrace látek. V nejrůznějších odvětvích průmyslu se používá ke zjištění složení surovin nebo produktů. V medicíně se používá například při rozboru krve nebo v potravinářství ke stanovení i nepatrných složek v potravinách.